# Pilipectus cyclopis
Pilipectus cyclopis är en fjärilsart som beskrevs av George Francis Hampson 1912. Pilipectus cyclopis ingår i släktet Pilipectus och familjen nattflyn. Inga underarter finns listade i Catalogue of Life.